# Rio Jacaré (tillflöde till São Francisco, Sergipe)
Rio Jacaré är ett periodiskt vattendrag i Brasilien.   Det ligger i delstaten Sergipe, i den östra delen av landet, 1 300 km nordost om huvudstaden Brasília.
Omgivningarna runt Rio Jacaré är huvudsakligen savann. Runt Rio Jacaré är det ganska glesbefolkat, med 24 invånare per kvadratkilometer.